# Односи Србије и Мадагаскара
Односи Србије и Мадагаскара су инострани односи Републике Србије и Републике Мадагаскара.

## Билатерални односи
Дипломатски односи са Мадагаскаром су успостављени 1960. године.
Амбасадор Сталне мисије Републике Србије при Уједињеним нацијама (Њујорк, САД) радно покрива Мадагаскар.
Мадагаскар не признаје једнострано проглашење независности Косова.
Ивица Дачић је учествовао на самиту Међународне организације Франкофоније, који је био одржан од 22. до 26. новембра 2016. на Мадагаскару.

### Економски односи
- У 2020. години укупна робна размена износила је 625 000 америчких долара. Од тога је извоз Србије био само 25 хиљада, а увоз 599 хиљада долара.
- У 2019. размењено је укупно роба за 703 000 УСД. Извоз из наше земље вредео је 150 хиљада, а увоз 552 хиљаде долара.
- У 2018. години укупна робна размена вредела је 628 000 америчких долара. Извоз из РС износио је 62 хиљаде, а увоз 565 хиљада долара.[3][4]

### Некадашњи дипломатски представници

#### У Антананариву
- Ђуза Радовић, амбасадор, 1976—1981.